# Павлычко, Соломия Дмитриевна
Соломия Дмитриевна Павлычко (укр. Соломія Дмитрівна Павличко; 15 декабря 1958, Львов — 31 декабря 1999, Киев) — советский и украинский литературовед, историк литературы, переводчица.
Доктор филологических наук, профессор Киево-Могилянской академии.
Членство в Национальном союзе писателей Украины (с 1992 года), Ассоциации украинских писателей (с 1997 года).
Лауреат премии им. академика Сергея Ефремова (посмертно).

## Биография
«Соломия Павлычко относится к классикам украинского литературоведения XX века» (Д-р филол. наук Вера Агеева).
Окончила факультет романо-германской филологии Киевского университета им. Т. Г. Шевченко.
В 1984 году защитила кандидатскую диссертацию «Философская поэзия американского романтизма (поэтическое творчество Ралфа Уолдо Эмерсона и Эмили Дикинсон)» (Киев, 1984).
С 1985 года работала в Институте литературы НАН Украины.
Одна из основателей открытого в декабре 1992 года в Киеве издательства «Основы».
В 1995 году в Институте литературы НАНУ защитила докторскую диссертацию по теории литературы.
Читала курсы лекций в Киевском университете им. Т. Г. Шевченко и Киево-Могилянской академии, как стипендиат программы Фулбрайт — на отделении славистики и восточноевропейских исследований Альбертского университета и в Гарвардской летней школе журналистики.
Автор многочисленных переводов на украинский язык, среди которых наиболее значительные — книги «Любовник леди Чаттерлей» Д. Г. Лоуренса (ISBN 966-500-141-8) и «Повелитель мух» Уильяма Голдинга (ISBN 5-7720-0136-1).
Принимая ванну, наглоталась угарного газа от неисправного бойлера и, потеряв сознание, захлебнулась.
Как украинский выдающийся деятель литературы и культуры похоронена на Байковом кладбище в Киеве.

### Семья
- Дочь известного украинского поэта Д. В. Павлычко.
- Первое замужество за сыном П. А. Загребельного Михаилом, второе — за Богданом Кравченко.
- Дочь Богдана (род. 1987) — от первого брака.

## Книги
Прижизненные издания:
- «Философская поэзия американского романтизма» (укр. «Філософська поезія американського романтизму»; Киев, 1988).
- «Байрон. Очерк жизни и творчества» (укр. «Байрон. Нарис життя й творчості»; Киев, 1989).
- «Letters from Kiev» (укр. «Листи з Києва»; Edmonton, 1992, на английском языке), заметки из дневника по украинской общественной жизни, который Соломия вела в период 1991—1992 годов.
- «Лабіринти мислення. Інтелектуальний роман сучасної Великобританії» (Киев, 1993).
- «Дискурс модернизма в украинской литературе» (укр. «Дискурс модернізму в українській літературі»; Киев, 1997; 2-е изд., 1999).

 Какое место я отвожу украинской литературе среди литератур мира? К сожалению, небольшое, она очень мало известна даже в славянских странах, ещё меньше в германских, романских. Хотя сейчас происходит много перемен… и в перспективе лучшие украинские произведения станут известными. Нельзя надеяться, что они станут аж такими влиятельными, как произведения, скажем, Толстого, или Марселя Пруста, или Томаса Манна. Это очень значительные фигуры, таких у нас нет. Пока ещё. Но история не закончилась. И у нас всё ещё впереди. Оригинальный текст (укр.)Яке місце я відводжу українській літературі серед літератур світу? На жаль, невелике, вона досить мало відома навіть у слов’янських країнах, ще менше в германських, романських. Хоча зараз відбувається багато змін… і в перспективі кращі українські твори стануть відомими. Не можна сподіватися, що вони стануть аж такими впливовими, як твори, скажімо, Толстого або Марселя Пруста чи Томаса Манна. Це дуже значні фігури, таких у нас немає. Поки що. Але історія не закінчилася. І в нас усе ще попереду. — Д-р филол. наук С. Д. Павлычко, 13.06.1998.
- «Націоналізм, сексуальність, орієнталізм. Складний світ Агатангела Кримского» (Киев, 2000), жизнеописание писателя А. Е. Крымского.